# (74179) 1998 RZ23
(74179) 1998 RZ23 – planetoida z pasa głównego asteroid okrążająca Słońce w ciągu 3,41 lat w średniej odległości 2,26 j.a. Odkryta 14 września 1998 roku.